# 장징썬
장징썬(중국어 정체자: 張景森, 병음: Zhāng Jîngsēn, 1959년 10월 
8일 ~)은 타이완의 정치인이다.